# 尼古拉·加林-米哈伊洛夫斯基

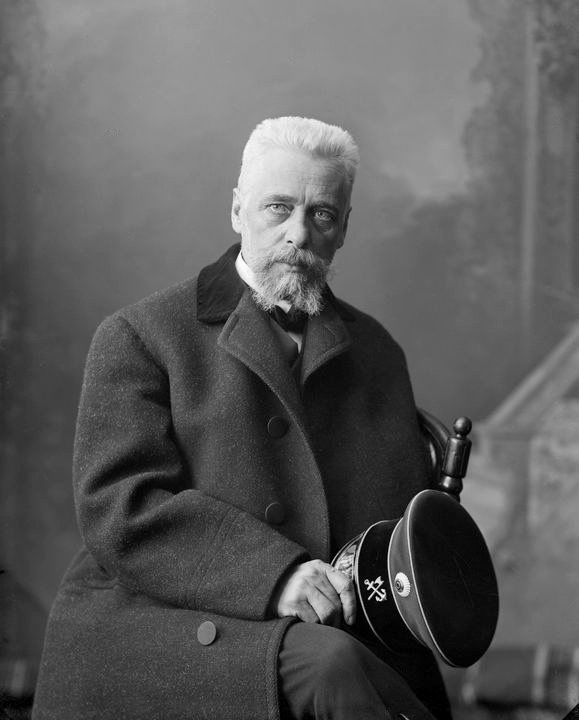
加林-米哈伊洛夫斯基

尼古拉·格奥尔基耶维奇·米哈伊洛夫斯基（俄语：Никола́й Гео́ргиевич Михайло́вский，1852年2月20日 - 1906年12月10日 ）俄罗斯作家和散文家、測繪工程師。作爲一名作家，他通常以筆名尼·加林（俄语：Н.Га́рин）發表作品，他去世之後，通常以加林-米哈伊洛夫斯基來稱呼他。

## 工程師生涯
作爲一名工程師，加林-米哈伊洛夫斯基參與了拉斯皮山口公路和西伯利亞鐵路的建設。1891年，他領導測繪小組，為西伯利亞鐵路選擇了在鄂畢河上建設鐵路橋的地點。由於加林-米哈伊洛夫斯基拒絕在托木斯克建橋的方案，這個決定後來促成了新西伯利亞的建立，並在城市發展過程中發揮了重要作用。

## 作家生涯
他於1892年發表了散文《秋天駿馬的童年》和短片小説《在鄉下的幾年》，由此他出現在俄國文學史上。1899年他在遠東旅行時發表了《朝鮮、滿洲、遼東半島漫游》和《朝鮮故事》的旅行筆記。他的一篇小説在1904年收集在馬克西姆·高爾基的《兹那耶》（俄文：Зна́ние。意為：知識）文集的第一卷中。

## 紀念地標
爲了紀念加林-米哈伊洛夫斯基，在他去世後，新西伯利亞鐵路車站的站前廣場命名爲：加林-米哈伊洛夫斯基廣場。

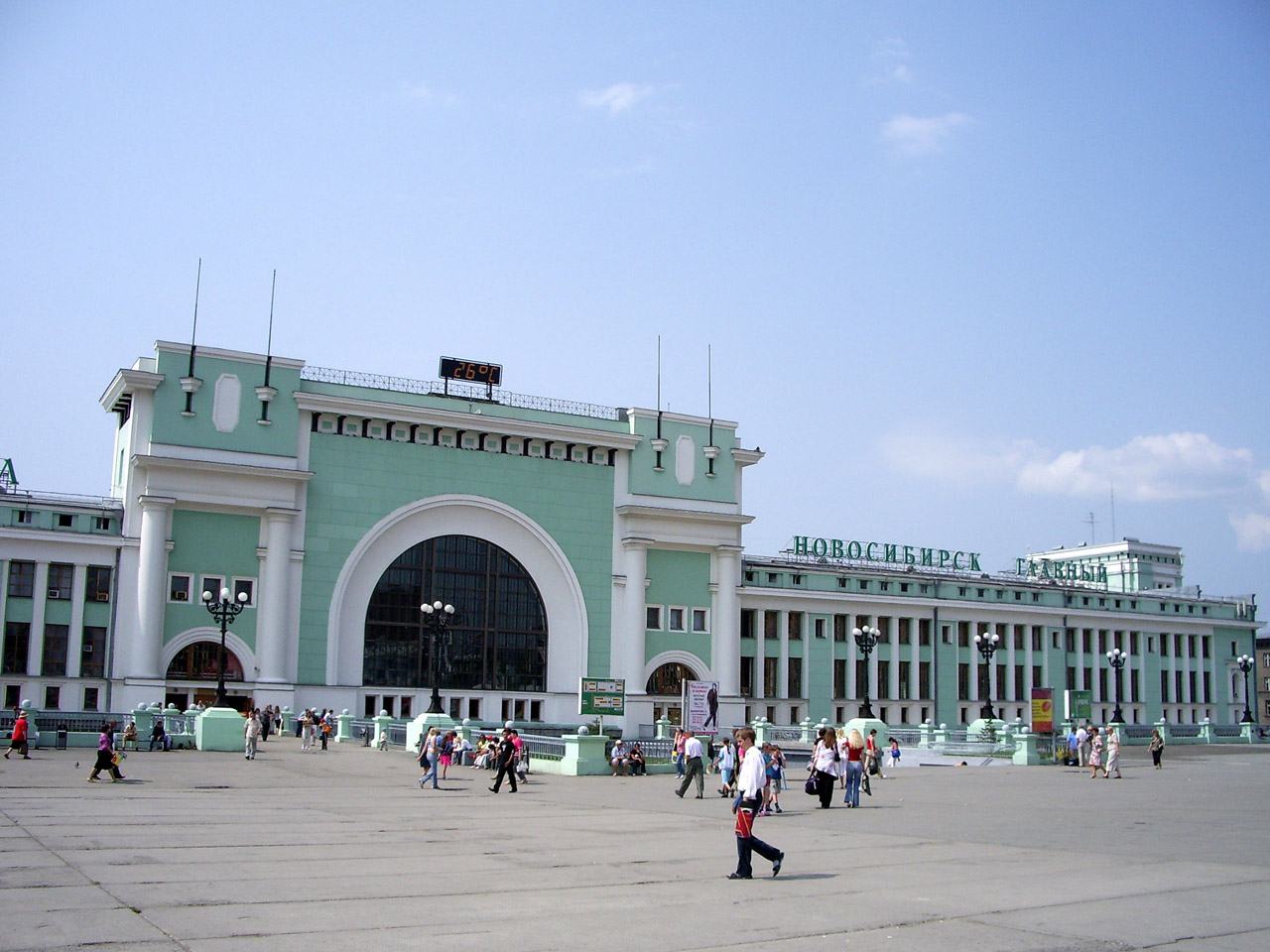